# Quadra
Quadra — пятнадцатый студийный альбом бразильской метал-группы Sepultura, выпущенный 7 февраля 2020 года.
Этот концептуальный альбом основан на нумерологии, числе четыре и его значении, как показано в квадривиуме.
Поскольку Sepultura собирается отправиться в прощальный тур в 2024–2025 годах и решает не записывать ещё один альбом, Quadra, вероятно, станет последним студийным альбомом группы.  Это также последний студийный альбом группы с барабанщиком Элоем Касагранде перед его уходом из группы в 2024 году.

## Об альбоме
Как и в случае с Machine Messiah, группа отправилась в Швецию для работы с продюсером Йенсом Богреном для записи альбома. Гитарист Андреас Киссер объяснил, что концепция альбома основана на квадривиуме, который представляет собой четыре предмета или искусства (арифметика, геометрия, музыка и астрономия), преподаваемых после обучения тривиуму. Слово латинское, означающее «четырёхпутье». Исходя из этого, группа разделила альбом из 12 треков на четыре секции по три песни в каждой. Первые — трэш-метал песни, основанные на классическом звучании Sepultura. Второй раздел навеян грувовым перкуссионно-ориентированным звуком, который группа исследовала в Roots. Третья часть содержит более прогрессивные песни, вдохновленные треком «Iceberg Dances» из Machine Messiah. На четвертой стороне представлены медленные и мелодичные треки, похожие на песню «Machine Messiah».
Quadra — также португальский термин для спортивной площадки. Киссер заявил, что «каждый растет в своей квадре, сформированной правилами и определениями. Мы все определяемся этими понятиями, нашими отношениями, нашими карьерами. Вся наша жизнь».
Деррик Грин, отвечая на вопрос, каким альбомом он гордится больше всего, ответил: «Определенно Quadra. Это последний альбом, и мы действительно усердно работали над ним. У нас так много разных элементов из прошлого, которые помогли нам добраться сюда — где мы находимся сейчас. Так что, без сомнения, это самый сильный альбом, который мы записали вместе. И я очень горжусь им».

## Реакция
Том Джурек из Allmusic написал в своей рецензии: «Quadra — первый альбом Sepultura, который фактически стоит наравне с классической трилогией альбомов Sepultura (имея в виду Schizophrenia, Beneath the Remains и Arise). Он предлагает серию жестких, мясистых, авантюрных песен, которые обильно балуют грубой силой и эмоциями. Производство Йенса Богрена и исполнение Sepultura находятся в идеальном равновесии. Кроме того, Грин на этом альбоме показывает исполнение, определяющее всю его карьеру. Это первый альбом Sepultura за десятилетия, который удачно сочетается с классическим материалом группы». Дом Лоусон из Blabbermouth написал в своей рецензии: «Quadra ясно и громко демонстрирует звучание группы на пике их сил, как с точки зрения творчества, так и музыкальности», и назвал альбом «одной из лучших их записей».
Сайт Collector’s Room включил Quadra в список 50 лучших бразильских метал-альбомов всех времён. Журнал Metal Hammer назвал альбом 30-м лучшим метал-альбомом 2020 года. На церемонии вручения наград Metal Storm Awards 2020 альбом получил награду за лучший трэш-металлический альбом года.

## Список композиций
Все тексты написаны Дерриком Грином, вся музыка написана Андреасом Киссером и Элоем Касагранде, кроме отмеченных.
| №                   | Название                                                    | Музыка              | Длительность |
| ------------------- | ----------------------------------------------------------- | ------------------- | ------------ |
| 1.                  | «Isolation»                                                 |                     | 4:56         |
| 2.                  | «Means to an End»                                           |                     | 4:39         |
| 3.                  | «Last Time»                                                 |                     | 4:27         |
| 4.                  | «Capital Enslavement»                                       |                     | 3:40         |
| 5.                  | «Ali»                                                       |                     | 4:12         |
| 6.                  | «Raging Void»                                               |                     | 3:57         |
| 7.                  | «Guardians of Earth»                                        |                     | 5:11         |
| 8.                  | «The Pentagram»                                             |                     | 5:20         |
| 9.                  | «Autem»                                                     |                     | 4:06         |
| 10.                 | «Quadra»                                                    | Андреас Киссер      | 0:46         |
| 11.                 | «Agony of Defeat»                                           |                     | 5:51         |
| 12.                 | «Fear, Pain, Chaos, Suffering» (при участии Эммили Баррето) |                     | 4:09         |
| Общая длительность: | Общая длительность:                                         | Общая длительность: | 51:14        |

| №                   | Название                  | Текст песни         | Музыка                  | Длительность |
| ------------------- | ------------------------- | ------------------- | ----------------------- | ------------ |
| 1.                  | «Choke»                   | Андреас Киссер      | Киссер, Игор Кавалера   | 3:46         |
| 2.                  | «Convicted in Life»       | Киссер, Деррик Грин | Киссер, Грин, Кавалера  | 3:31         |
| 3.                  | «Sepulnation»             | Грин, Игор Кавалера | Киссер, Кавалера        | 4:41         |
| 4.                  | «Apes of God»             | Киссер, Грин        | Киссер, Грин, Кавалера  | 3:22         |
| 5.                  | «Sepultura Under My Skin» | Киссер, Грин        | Киссер                  | 3:45         |
| 6.                  | «Manipulation of Tragedy» | Киссер, Грин        | Киссер, Элой Касагранде | 4:19         |
| 7.                  | «The Vatican»             | Киссер, Грин        | Киссер, Касагранде      | 6:34         |
| 8.                  | «Cut-Throat»              | Макс Кавалера       | Sepultura               | 2:55         |
| Общая длительность: | Общая длительность:       | Общая длительность: | Общая длительность:     | 32:28        |

## Участники записи
- Деррик Грин — вокал
- Андреас Киссер — гитара
- Пауло-младший — бас-гитара
- Элой Касагранде — барабаны, перкуссия
- Эммили Баррето — гостевой вокал на треке 12
- Пауло Кирино — элементы дабстепа на треке 5
- Каду Фернандес — перкуссия на треке 4
- Франческо Феррини — оркестровые и ключевые аранжировки на треках 3 и 12
- Ингрид — дирижер хора Mysticus Chorus
- Г. Мисгельд — хоровые аранжировки
- Робертиньо Родригес — акустическая бас-гитара
- Ренато Зануто — клавишные, хоровые аранжировки, оркестровые и струнные аранжировки на треках 1, 4, 7 и 11
- Бруна Знети — скрипки

## Позиции в чартах
| Чарт (2020)                       | Пиковая позиция |
| --------------------------------- | --------------- |
| Австралия (ARIA)                  | 19              |
| Австрия (Ö3 Austria)              | 17              |
| Бельгия/Валлония (Ultratop)       | 54              |
| Бельгия/Фландрия (Ultratop)       | 59              |
| Бразилия (ITunes Charts)          | 1               |
| Венгрия (MAHASZ)                  | 12              |
| Германия (Offizielle Top 100)     | 5               |
| Испания (PROMUSICAE)              | 40              |
| Италия (FIMI)                     | 50              |
| Польша (ZPAV)                     | 23              |
| Финляндия (IFPI Finland)          | 5               |
| Франция (SNEP)                    | 63              |
| Швейцария (Schweizer Hitparade)   | 13              |
| Шотландия (Scottish Albums Chart) | 31              |
| Япония (Oricon)                   | 225             |
| UK Rock Chart (OCC)               | 5               |
| US Hard Rock Albums (Billboard)   | 28              |